# Suckatcitron
Suckatcitron (Citrus medica), på svenska även känd som cedrat eller äkta citron, hör hemma i södra och sydöstra Asien och är en av de ursprungliga citrusfrukterna som fanns innan människan började odla och förädla dem. Den skiljer sig från andra vanligare citrusfrukter som apelsin och citron då dess fruktkött är torrt och frukten mest består av det vita trådiga materialet som vi känner igen från andra citrusfrukter.
På engelska heter frukten citron, vilket givit upphov till en del förväxlingar.

## Användning
Fruktens tjocka skal är mycket väldoftande och har under lång tid använts i läkemedel mot exempelvis sjösjuka samt lung- och tarmproblem. Skalet används också sedan länge i matlagning, idag främst kanderad i bakverk. Under antiken användes det väldoftande skalet också för att parfymera tyg och kläder. 
Fruktköttet äts sällan.

## Varianter
Frukten växer i delar av medelhavsregionen och Indien, samt numera också i Central- och Sydamerika. 
Frukten är på hebreiska känd som etrog och används vid firandet av sukkot. I Östasien är en variant av suckatcitronen där klyftorna inte växer ihop känd under namnet Buddhas hand.